# Спойлер (художественные произведения)
Спо́йлер (от англ. to spoil — «портить») — преждевременно раскрытая сюжетная информация, которая разрушает интригу, не даёт её пережить самостоятельно и, следовательно, лишает читателя/зрителя/игрока некоторой части удовольствия от этого сюжета, чем портит впечатление от него.
Некоторые фильмы начинаются либо заканчиваются предупреждением о недопустимости спойлеров. Например, классический триллер «Дьяволицы» (1954) заканчивается просьбой: «Не уподобляйтесь дьяволицам! Не лишайте удовольствия своих друзей, которые могут проявить интерес к этому фильму. Не рассказывайте им то, что вы видели. Спасибо вам от их имени».
Одним из первых этот термин использовал Дуглас Кенни в своей статье «Спойлеры», опубликованной в 1971 году в журнале National Lampoon.
В XXI веке многие зрители крайне критически относятся к спойлерам. Появился даже термин «спойлерофобия» (англ. spoilerphobia) — явление, когда люди агрессивно реагируют на раскрытие любой информации о сюжете, а не только раскрытие тайны, портящее впечатление. Против спойлерофобии выступали, среди прочих, кинокритик Антон Долин[значимость факта?] и главный редактор «Мира фантастики» Сергей Серебрянский.

## Юридическая сторона
В процессе создания некоторых фильмов с участниками съёмок заключается письменное соглашение о неразглашении информации относительно сюжета. Известны случаи судебных разбирательств по поводу нарушения данных соглашений (так, Стивен Спилберг судился с одним из актёров, снимавшимся в его фильме «Индиана Джонс и Королевство хрустального черепа», который поведал прессе его фабулу).